# Slag bij Mediolanum

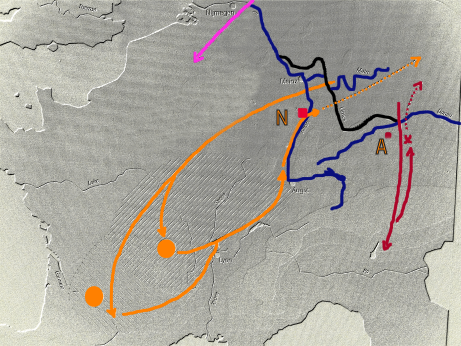
Inval van de Germanen (rode lijn)

De Slag bij Mediolanum vond plaats in 259 ter hoogte van Mediolanum (Milaan). Keizer Gallienus hield een invasie van Germaanse stammen op weg naar Rome tegen.

## Achtergrond
Tussen 250 en 255 viel de Sassanidische sjah Sjapoer I het Romeinse Rijk binnen en bereikte de Middellandse Zee. De nieuwe keizer Valerianus I (253-260) stelde zijn zoon Gallienus aan als medekeizer en gaf hem de opdracht het West-Romeinse Rijk te verdedigen, terwijl hijzelf het voornemen nam om de Sassaniden terug te dringen. Door het weghalen van belangrijke troepen, zagen de Germanen de kans schoon om de Opper-Germaans-Raetische limes te doorbreken. Ze vielen het Romeinse Rijk op verschillende plaatsen binnen. Een deel van hen begaf zich richting de hoofdstad Rome (rode lijn).

## Slag
Ter hoogte van Mediolanum kon Gallienus ze tegenhouden en terugdrijven tot Augusta Vindelicorum (Augsburg, A op de kaart).

## Gevolgen
De invallen betekende het begin van de val van de Limes Germanicus en het verlies van de agri decumates. Er kwamen legerhervormingen, het plan om Rome van een stadswal te voorzien en er kwam op termijn een nieuwe noordgrens, de Donau-Iller-Rijn-Limes.